# 李四端
李四端（1956年8月4日—），台灣資深媒體人。曾任東森新聞台《李四端的雲端世界》主持人。現任MOMOTV《大雲時堂》主持人、MOMOTV董事長、大雲文創董事長、銘傳大學傳播學院講師。

## 簡歷
- 李四端早年就讀國立政治大學新聞學系，兼任該系實習報紙《柵美報導》記者；畢業後擔任《中央日報》記者。
- 1983年，李四端經資深主播盛竹如等面試，考進臺灣電視公司（台視）新聞部，出任記者，當年即獲拔擢與資深播音員林達共同主持《熱線追蹤》節目，並在短短幾年間升為採訪組組長，曾出任《台視新聞世界報導》等節目主播，其後更成為臺視的首席主播。
- 1989年4月起，李四端以台視新聞部採訪組組長一職接任《台視晚間新聞》主播，在該年報導六四事件而聲名大噪，也成為該台的收視保證[1]。然而在該年台南市長選舉中，發生嚴重計票糾紛，李四端誤信謠言並將其作為頭條新聞播送，引發選民不滿；李四端便從開票日晚上八點半起，每三十分鐘道歉一次至深夜十二點，並遭停播處分。[2]
- 1997年3月1日，時任台視新聞部經理的李四端因記者隋安德在福建被中華人民共和國人民警察拘捕一事請辭獲准，李四端請辭案自同年3月20日起生效，由副總經理顧安生接任台視新聞部經理。[3]李四端轉戰無線衛星電視台（TVBS），出任TVBS董事長邱復生特別助理與TVBS-N新聞節目《新聞百分百》主持人[4]。
- 不久，李四端再投入無線新聞頻道的戰場，加盟中華電視公司（華視）新聞部，以華視總經理特別助理身份出任《華視晚間新聞》主播。期間李四端曾跨刀主持八大第一台談話性節目《四面八方》與超級電視台新聞節目《九點整新聞》，並一度取得亮麗成績。
- 2004年7月26日，李四端與華視合約到期，辭去華視一切職位。在李四端舊部之一的TVBS新聞部經理潘祖蔭力邀下，李四端於2004年9月以「新聞總顧問」身份加盟TVBS，並在2006年初獲TVBS總經理李濤推薦升任副總經理。而李四端加盟TVBS亦曾引起不少震動：例如，TVBS主播蘇逸洪轉戰台視新聞，自己不諱言與李四端加盟TVBS有關。另外，原TVBS當家主播方念華後來亦離職轉投中天新聞台，被指「一山不能藏二虎」；但方念華事後強調，她緊隨李工作多年，轉職跟李加盟TVBS沒有關係，並表示將「永遠尊李四端為師」。
- 2009年2月19日，李四端重返華視，擔任節目主持人。2009年10月26日，公共電視台推出李四端主持的青少年談話性節目《爸媽囧很大》[2]。
- 2011年，李四端加入東森新聞台擔任《就是要新聞》主持人；該節目於2012年2月18日改版為《李四端的雲端世界》，並擔任主持人。同時於銘傳大學傳播學院擔任兼任講師。
- 2017年7月10日，李四端與李艷秋、詹慶齡、陳藹玲等人轉戰網路直播，參與創立大雲文創，並擔任網路直播節目《大雲有故事》主持人。
- 2017年11月26日，李四端擔任WinTV(今MOMOTV)名人外景專訪節目《四端紅人會》主持人。
- 2019年7月12日，李四端、沈春華、高嘉瑜、黃暐瀚、陳藹玲、蔡明忠、鄭麗君等人出席MOMO TV發表會，由李四端掛名擔任MOMOTV董事長。[5]

## 特色
李四端播報新聞風格與後起新聞主播最大差異在於，他不按照讀稿機唸稿，而會消化內容後「說新聞」，因此有時會因快速而吃螺絲；不過，正因他所扮演的不只是「讀稿機」的角色，也建立了新聞的信賴度，因而在擔任主播時期，收視率常居全國之冠。

## 同期競爭對手
- 沈春華（前中視新聞主播、曾任中視新聞台總監）
- 李艷秋（前華視新聞主播，曾任TVBS《新聞夜總會》播出近12年的主持人）

與在台視任職時的李四端三人，被並稱為1990年代初期老三台的代表性主播。

## 軼聞
- 就讀政大新聞系的在學期間某日，李四端和女友從國立政治大學搭公車去看電影，半路上公車發生碰撞意外，李四端立刻下車、現場採訪拍照，為當期的《柵美報導》跑了一條頭版大獨家；這篇報導事後還被《中央日報》轉載，是李四端記者生涯的得意作品之一[6]。

## 經歷
| 時間                        | 職務                                   |
| --------------------------- | -------------------------------------- |
| 時間待查～1997年3月20日     | 台灣電視公司新聞部經理                 |
| 時間待查                    | 中華電視公司總經理特別助理             |
| 2004年9月13日～2007年4月1日 | TVBS新聞總顧問                         |
| 2019年7月12日～至今         | 台灣優視媒體科技（MOMOTV）董事長(掛名) |

## 演出作品

### 電視劇
| 年份   | 片名             | 角色 |
| ------ | ---------------- | ---- |
| 2012年 | 不倒翁的奇幻旅程 | 館長 |

## 主持作品

### 曾任主播或主持人節目
| 時間                          | 頻道         | 節目                     | 備註                     |
| ----------------------------- | ------------ | ------------------------ | ------------------------ |
| 時間待查                      | 台視         | 《台視新聞熱線追蹤》     | 與林達主持               |
| 1986年1月1日～時間待查        | 台視         | 《台視新聞夜線》         | 與陳藹玲雙主播           |
| 1987年4月6日～時間待查        | 台視         | 《台視新聞世界報導》     | 與陳藹玲同任第一代雙主播 |
| 1984年11月7日                 | 台視         | 《美國總統大選揭曉》     | 與主持                   |
| 1989年4月～1997年1月          | 台視         | 《台視晚間新聞》         |                          |
| 1992年10月10日                | 台視         | 《台視新聞30年》         | 與葉樹姍主持             |
| 時間待查                      | TVBS         | TVBS-N《新聞百分百》     |                          |
| 2004年9月～2008年12月         | TVBS         | TVBS頻道《TVBS晚間新聞》 |                          |
| 2005年11月～2008年12月        | TVBS         | TVBS頻道《101高峰會》    |                          |
| 2006年1月～2008年12月         | TVBS         | TVBS-NEWS《十點不一樣》  |                          |
| 1998年7月27日～2004年7月26日  | 華視         | 《華視晚間新聞》         |                          |
| 2009年3月～2009年9月          | 華視         | 《開窗說亮話》           |                          |
| 2009年6月～2009年9月          | 華視         | 《11pm》                 |                          |
| 2009年10月26日～2015年7月29日 | 公視         | 《爸媽囧很大》           |                          |
| 2015年8月31日～2016年3月16日  | 公視         | 《愛的萬物論》           |                          |
| 2016年7月9日～2017年1月18日   | 公視         | 《世界這Young說》        |                          |
| 時間待查                      | 八大第一台   | 《四面八方》             |                          |
| 時間待查～2001年5月           | 東森超視     | 《九點整新聞》           |                          |
| 2011年～2012年2月11日         | 東森新聞台   | 《就是要新聞》           |                          |
| 2012年2月18日～2022年8月7日   | 東森新聞台   | 《李四端的雲端世界》     |                          |
| 2017年11月25日～2019年6月29日 | MOMOTV綜合台 | 《四端紅人會》           |                          |
| 2018年10月1日～至今           | MOMOTV綜合台 | 《大雲時堂》             |                          |
| 2020年3月1日～2020年          | MOMOTV綜合台 | 《消失的祕密》           |                          |
| 2020年7月3日～至今            | Youtube      | 《端出來了》             |                          |

### 網路直播節目
| 時間                          | 頻道    | 節目           | 備註 |
| ----------------------------- | ------- | -------------- | ---- |
| 2017年1月20日～2017年7月16日  | Youtube | 《四端麻辣燙》 |      |
| 2017年7月10日～2017年11月27日 | Youtube | 《大雲有故事》 |      |

## 獎項紀錄
| 年份   | 獲提名               | 獎項                             | 結果 |
| ------ | -------------------- | -------------------------------- | ---- |
| 1987年 | 《台視新聞夜線》     | 第22屆金鐘獎新聞節目主持人獎     | 提名 |
| 1988年 | 《台視新聞世界報導》 | 第23屆金鐘獎新聞節目主持人獎     | 獲獎 |
| 1990年 | 《台視晚間新聞》     | 第25屆金鐘獎新聞節目主持人獎     | 提名 |
| 1992年 | 《台視晚間新聞》     | 第27屆金鐘獎新聞節目主持人獎     | 獲獎 |
| 2010年 | 《爸媽囧很大》       | 第45屆金鐘獎綜合節目主持人獎     | 提名 |
| 2011年 | 《爸媽囧很大》       | 第46屆金鐘獎綜合節目主持人獎     | 提名 |
| 2012年 | 《爸媽囧很大》       | 第47屆金鐘獎綜合節目主持人獎     | 提名 |
| 2013年 | 《爸媽囧很大》       | 第48屆金鐘獎綜合節目主持人獎     | 提名 |
| 2014年 | 《爸媽囧很大》       | 第49屆金鐘獎綜合節目主持人獎     | 獲獎 |
| 2015年 | 《爸媽囧很大》       | 第50屆金鐘獎綜合節目主持人獎     | 提名 |
| 2017年 | 《世界這Young說》    | 第52屆金鐘獎人文紀實節目主持人獎 | 提名 |
| 2019年 | 《四端紅人會》       | 第54屆金鐘獎生活風格節目主持人獎 | 提名 |
| 2021年 | 《大雲時堂》         | 第56屆金鐘獎生活風格節目主持人獎 | 提名 |
| 2023年 | 《大雲時堂》         | 第58屆金鐘獎生活風格節目主持人獎 | 提名 |

## 出版作品

### 書籍
| 年份   | 書名                                                     | 出版社       | ISBN                |
| 1993年 | 《焦點之外：李四端隨筆》                                 | 皇冠文化     | ISBN 9573308835     |
| 2013年 | 《孩子想的跟你不一樣：最讓爸媽沒輒的25個親子溝通囧問題》 | 今周刊出版社 | ISBN 978-9868549593 |

## 資料來源
1. ↑  中華民國電視學會電視年鑑編纂委員會 編纂，《中華民國電視年鑑第六輯：民國七十七年至七十八年》，中華民國電視學會1990年6月30日出版，第18頁。
2. 1 2  . 天下雜誌. 2019-03-07  [2021-09-05] （中文（臺灣））.
3. ↑  中華民國電視學會電視年鑑編纂委員 編纂，《中華民國無線電視年鑑第十輯：民國八十五年至八十六年》，中華民國電視學會1998年6月30日出版，第42至43頁。
4. ↑  康添財 撰文，李四端的第二春在TVBS，《今周刊》第30期。
5. ↑  （影音）沈春華讚李四端「政治正確」 專業力撇主播台下嫌隙 （页面存档备份，存于）自由時報電子報 記者蕭方綺、實習記者林彥伶／台北報導2019/07/12 19:50
6. ↑  李郁寧、賴佳寧，與時代脈搏一起躍動：新聞系刊物變遷史，國立政治大學傳播學院1990年《薪傳》第94至99頁。
7. ↑  方念華昨天閃電辭職，自由時報，2004-11-03
8. ↑  杜偉莉，蘇逸洪遭李四端逼退，自由時報，2004-09-20　的存檔，存档日期2007-03-11.
9. ↑  接下娃娃說『亮』話 李四端節目出新招，華視，2009-03-09 的存檔，存档日期2009-03-13.
10. ↑  6/16日（下週二）起每週二~四 晚間十一點看華視李四端【11 PM】說新聞 ，華視，2009-06-12的存檔，存档日期2009-06-17.
11. ↑  楊元麟，《爸媽冏很大》即將登場 李四端大解放，輕鬆談性教育[]，公視

## 外部連結
- 李四端｜東森財經新聞 （页面存档备份，存于）
- 李四端的Facebook專頁

| 前任： 顧安生 1984年5月7日─1989年4月21日 | 《台視晚間新聞》主播 1989年4月24日—1997年1月9日 | 繼任： 戴忠仁、葉淑芬、趙心屏、劉麗惠輪播 1997年1月10日─1997年11月21日 |